# エンジェル・フェスタ!
『エンジェル・フェスタ！』は、鏡遊による日本のライトノベル。イラストは川上哲也が担当している。MF文庫J（KADOKAWA）より2014年12月から刊行されている。
アイドルグループ「FEALs」（フィールズ）の活動を描いたライトノベル。本作のファンは前述のグループ名から「FEALer」（フィーラー）と呼称されている。
2015年3月には、FEALsのアイドルを演じる声優によるデビュー楽曲『Girl meets Girl!』が発表された。

## 登場人物

### FEALs
水無瀬 みなも（みなせ みなも）
声 - 今村彩夏

宮藤 詩歌（くどう しいか）
声 - 一ノ宮しずか

朝霞 カナミ（あさか かなみ）
声 - 千本木彩花

星宮 舞衣（ほしみや まい）
声 - 平沼由莉弥

鳴森 アリス（なるもり ありす）
声 - 優木かな

速水 凜子（はやみ りんこ）
声 - 芳野由奈

美月 ゆず（みつき ゆず）
声 - 吉田有里

## 既刊一覧
- 鏡遊（著）・川上哲也（イラスト） 『エンジェル・フェスタ！』 KADOKAWA〈MF文庫J〉、既刊3巻（2015年3月25日現在）
  1. 2014年12月25日発売[2]、ISBN 978-4-04-067184-0
  2. 2015年2月25日発売[3]、ISBN 978-4-04-067400-1
  3. 2015年3月25日発売[4]、ISBN 978-4-04-067471-1